# Грасси, Туллио
Ту́ллио Грасси (итал. Tullio Grassi; 5 февраля 1910, Кьяссо, Тичино — 8 ноября 1985, Лугано, Тичино) — швейцарский футболист и футбольный тренер, играл на позиции нападающего. Участник чемпионата мира 1938 года.

## Биография

### Клубная карьера
В течение трёх сезонов Грасси играл за «Кьяссо». В 1930 году перешёл в «Грассхоппер», в составе которого выиграл чемпионский титул в 1931 году и Кубок Швейцарии в 1932 году.
В 1933 году вернулся в «Кьяссо», за который играл в течение двух сезонов. Следующим его клубом в карьере стал «Лугано», за который он играл пять сезонов и в 1938 году выиграл Кубок Швейцарии. В 1940 году покинул «Лугано» и вновь играл за «Кьяссо», в котором также был и играющим тренером.

### Карьера в сборной
Входил в состав сборной Швейцарии на чемпионате мира 1938 года, где сыграл в 1/4 финальном матче со сборной Венгрии, в котором Швейцария проиграла со счётом 0:2 и выбыла из турнира. Всего за сборную Швейцарии сыграл 7 матчей и забил 2 гола.

### Тренерская карьера
С 1943 по 1945 год работал играющим тренером «Кьяссо», который затем дважды возглавлял в качестве главного тренера. Помимо этого, он работал главным тренером «Лугано».

### Смерть
Скончался 9 ноября 1985 года в возрасте 75 лет.

## Достижения
«Грассхоппер»
- Чемпион Швейцарии (1): 1930/31
- Обладатель Кубка Швейцарии (1): 1931/32

«Лугано»
- Чемпион Швейцарии (1): 1937/38